# Organigrama

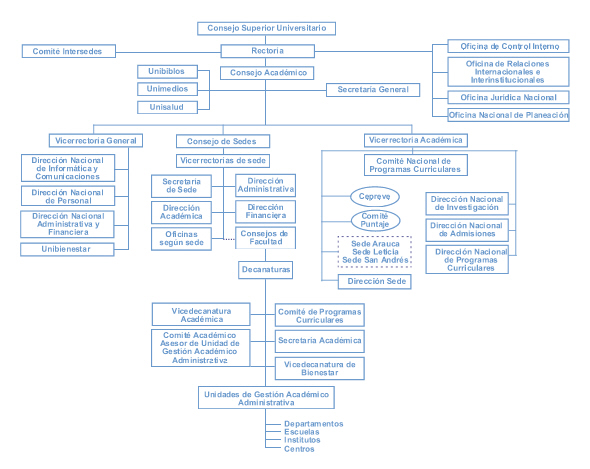
Exemple d'organigrama

Un organigrama és la representació gràfica de l'estructura organitzativa d'una empresa o organització. Representa les estructures departamentals i, en alguns casos, les persones que les dirigeixen. Fa un esquema sobre les relacions jeràrquiques i les competències en vigor en l'organització.
Tipus d'organigrama
Segons la finalitat:
Informatius: presenten les grans unitats de l'empresa. Pretenen donar una visió general.
D'anàlisi: mostren totes les unitats de l'empresa, fins i tot les més petites, i les relacions entre elles. Són molt detallats.
Segons l'extensió:
Generals: Mostren tota l'estructura de l'empresa.
De detall: Presenten només una part en concret.
Segons el contingut:
Estructurals: Presenten tan sols les diverses unitats que componen l'empresa.
Funcionals: mostren quines són les funcions de cada unitat.
DE personal: Expliciten el nom i el càrrec de cada persona.
Segons la forma: 
Horitzontals: les unitats amb més autoritat se situen a l'esquerra.
Verticals: les unitats amb més autoritat se situen la posició vertical.